# Кулонометрия
Кулонометри́я — один из электрохимических методов анализа, основанный на измерении электрического заряда, который проходит через электролизёр при электрохимических окислительно-восстановительных реакциях на рабочем электроде. Потенциал рабочего электрода при кулонометрии отличается от равновесного значения.
В основе кулонометрии заложен объединённый закон Фарадея, который устанавливает связь между массой электропревращённого вещества m (г) и количеством заряда Q (Кл):
{\displaystyle m\ =\ \left({Q \over F}\right)\left({M \over z}\right)}
где:
- F = 96 485,33(83) Кл·моль−1 — постоянная Фарадея;
- M — молярная масса вещества;
- z — валентное число ионов вещества (число электронов на один ион).

## Классификация
Все методы кулонометрии разделяют на две большие группы: потенциостатические (потенциал рабочего электрода либо остаётся неизменным в течение всего времени электролиза, либо изменяется по определённому закону) и гальваностатические (остаётся неизменной в течение всего времени величина тока, текущего через рабочий электрод). Потенциостатическая кулонометрия включает в себя прямой метод (прямая потенциостатическая кулонометрия), метод внутреннего электролиза и метод весового электроанализа (электрогравиметрия). Гальваностатическая кулонометрия также объединяет в себе несколько методов: электрогравиметрию (как и в случае с потенциостатической кулонометрией), прямой метод (прямая гальваностатическая кулонометрия), инверсионный метод и кулонометрическое титрование.

## Применение метода
Кулонометрический метод анализа используется не только для определения массы вещества, которое участвует в электрохимической реакции. Так, кулонометрия применяется для исследования стехиометрии, кинетики реакций, идентификации образовавшихся продуктов реакции, а также для изучения состава малорастворимых и комплексных веществ, разделения металлов и в фазовом анализе.